# عامر بن ضبارة
بالرياض قهوجي وصبابين قهوجي وصبابين قهوة بالرياض قهوجي صبابين الرياض مباشرين قهوة الرياض قهوجيين الرياض صبابين صبابين قهوة قهوجي بالرياض صباب قهوة صبابين في الرياض صبابين قهوة بالرياض

عامر بن ضبارة المري الذبياني، من غطفان، قائد أموي من شجعان العرب وفتاكهم، وكان قائداً بالدولة الأموية في خلافة مروان بن محمد. توفي سنة 131هـ الموافق لـ749م.

## حياته المهنية
أرسله مروان بن محمد عام 129هـ لنجدة يزيد بن عمر بن هبيرة الوالي الأموي بالعراق لكي يقاتل معه ضد الخوارج ومن ثم بعدها يذهب بن ضبارة لنصرة نصر بن سيار الكناني لكي يقضي على المسودة وثورة العباسيين في خراسان فقاتل بن ضبارة الخوارج ومعه سبعة أو ثماني آلاف رجل، وانتصر على سرية من الخوارج مكونة من أربعة آلاف مقاتل اعترضوه في الطريق فهزمهم وقتل أميرهم الجون بن كلاب الشيباني، وأقبل نحو الموصل، وعاد بالخوارج لهم. وكان معهم سليمان بن هشام أحد الأمويين الذين ثاروا على مروان بن محمد وانضم للخوارج وأشار سليمان بن هشام على الخوارج أن يرتحلوا عن الموصل، فإنه لا يمكنهم الإقامة بها لأن مروان بن محمد من أمامهم وعامر بن ضبارة من ورائهم، وقد قطع عنهم المؤن حتى لا يجدوا شيئا يأكلونه، فارتحلوا عنها وساروا على حلوان إلى الأهواز، ولحقهم عامر بن ضبارة بجيش من ثلاثمئة ألف مقاتل، فاتّبعهم ليقتل من تخلف منهم ويلحقهم في مواطن، ومازال وراءهم حتى فرق شملهم، وهلك أميرهم شيبان بن عبد العزيز اليشكري في الأهواز في السنة التالية، وركب سليمان بن هشام في مواليه وأهل بيته السفن وهربوا إلى السند، ورجع مروان من الموصل إلى عاصمته حران وقد وجد سرورا بزوال الخوارج ولكن لم يتم سروره، بل أعقبه القدر من هو أقوى شوكة وأعظم اتباعاً، وأشد بأساً من الخوارج، وهو ظهور أبو مسلم الخراساني الداعية إلى الدولة العباسية.
وفي عام 129هـ كذلك سار عامر بن ضبارة لقتال عبد الله بن معاوية الذي تغلب على فارس وحلوان وقومس وأصفهان والري، ثم التقى الجيشان في اصطخر فهزمه ابن ضبارة وأسر من أصحابه أربعين ألف كما ذكرها المؤرخ ابن جرير في تاريخه: "وأخذ يومئذ عبد الله بْن عَلِيّ بْن عَبْدِ اللَّهِ بْنِ عباس في الأسراء، فنسبه ابن ضبارة، فقال: ما جاء بك إلى ابن معاوية، وقد عرفت خلافه أمير المؤمنين! قَالَ: كان علي دين فأديته فقام إليه حرب بْن قطن الكناني، فقال: ابن أختنا، فوهبه له، وقال: ما كنت لأقدم على رجل من قريش وقال له ابن ضبارة: إن الذي قد كنت معه قد عيب بأشياء، فعندك منها علم؟ قَالَ: نعم، وعابه ورمى أصحابه باللواط، فأتوا ابن ضبارة بغلمان عليهم أقبية قوهية مصبغة ألوانا، فأقامهم للناس وهم أكثر من مائة غلام، لينظروا إليهم وحمل ابن ضبارة عبد الله بْن علي على البريد إلى ابن هبيرة ليخبره أخباره، فحمله ابن هبيرة إلى مروان في أجناد أهل الشام، وكان يعيبه، وابن ضبارة يومئذ في مفازة كرمان في طلب عبد الله ابن معاوية، وقد أتى ابن هبيرة مقتل نباتة، فوجه ابن هبيرة كرب بْن مصقلة والحكم بْن أبي الأبيض العبسي وابن محمد السكوني، كلهم خطيب، فتكلموا في تقريظ ابن ضبارة، فكتب إليه أن سر بالناس إلى فارس، ثم جاءه كتاب ابن هبيرة: سر الى أصفهان"
وفي عام 131هـ هرب ابن معاوية لما هزمه ابن ضبارة مضى هارباً نحو خراسان وسلك إليها طريق كرمان وسار عامر بن ضبارة في أثره وبلغ يزيد بن عمر بن هبيرة مقتل قائده نباتة بن حنظلة الكلابي بجرجان وكان قد أرسله لنجدة نصر بن سيار الوالي في قتاله ضد العباسيين، فلما بلغ خبر مقتل نباتة بن حنظلة كتب يزيد بن هبيرة إلى عامر بن ضبارة وإلى ابنه داود بن يزيد بن هبيرة أن يسيرا إلى قحطبة بن شبيب الطائي أحد قادة بني العباس المشهورين ودعاتهم، وكانا بكرمان، فسارا في خمسين ألفاً، فنزلوا بأصفهان، وكان يقال لعسكر بن ضبارة عسكر العساكر.
فبعث قحطبة إليهم جماعةً من القُواد، وعليهم جميعاً مقاتل بن حكيم العكي، فساروا حتى نزلوا قم. وبلغ بن ضبارة نزول الحسن بن قحطبة بنهاوند فسار ليعين من بها من أصحاب مروان بن محمد، فأرسل العكي من قم إلى قحطبة يعلمه بذلك، فأقبل قحطبة من الري حتى لحق مقاتل بن حكيم العكي، ثم سار فالتقوا هم مع عامر بن ضبارة ودواد بن يزيد بن هبيرة؛ فقام قحطبة بمصحف فنصب على رمح، ونادى: يا أهل الشام! إنا ندعوكم إلى ما في هذا المصحف! فشتموه وأفحشوه في القول. فأرسل قحطبة إلى أصحابه يأمرهم بالحملة، فحمل عليهم العكي، وتهايج الناس، ولم يكن بينهم كثير قتالٍ، حتى انهزم أهل الشام وقتلوا قتلاً ذريعاً، وانهزم جيش بن ضبارة حتى دخل عسكره وتبعه قحطبة، فنزل ابن ضبارة ونادى: إلي! فانهزم الناس عنه وانهزم داود بن يزيد بن هبيرة، فسأل عنه عامر بن ضبارة فقيل له: انهزم داود. فقال عامر: لعن الله شرنا منقلباً! وقاتل حتى قتل وهو ينادي يا أهل الشام إلي اجتمعوا أنا ابن ضبارة.